# Boryslav
Boryslav (en ukrainien : Борислав) ou Borislav (en russe : Борислав ; en polonais : Borysław) est une ville de l'oblast de Lviv, en Ukraine. Sa population s'élevait à 34 700.

## Géographie
Boryslav est située sur la rivière Tysmenitsa, un affluent du Dniepr, à 74 km au sud-ouest de Lviv.

## Histoire

### Antiquité et Moyen Âge
La région de la ville actuelle de Boryslav est habitée au moins depuis l'âge du bronze. On y trouve des vestiges d'un sanctuaire païen du Ier millénaire av. J.-C., avec environ 270 pétroglyphes, en général des symboles pré-chrétiens de divinité solaire. Entre le IXe siècle et le XIIIe siècle, le site de la ville moderne abrite une forteresse nommée Toustan, qui fait partie de la ceinture de défense de la Rus' de Kiev à l'ouest et au sud. Après la dissolution de la Rus' de Kiev, la ville devient une partie de la principauté Halych-Volhynie. Avec l'effondrement de ce dernier, au XIVe siècle, Boryslav devient une partie du royaume de Pologne. Elle est mentionnée pour la première fois dans un document énumérant tous les biens personnels de la reine Hedwige Ire de Pologne le 19 septembre 1387.

### XVIIIeetXIXesiècles
Depuis cette époque, Borysław, comme on l'appelle désormais, est une petite ville liée à la ville voisine de Lvov — aujourd'hui Lviv, en Ukraine — dont elle partage souvent le sort. En 1772, à l'occasion de la partition de la Pologne, la ville est annexée par l'Autriche et devient une partie de la Galicie autrichienne. En 1854, la première mine d'ozokérite est ouverte à Boryslav. En 1853, à la suite des recherches de Jan Zeh et de plusieurs autres scientifiques de Lvov, la ville et ses environs voient l'émergence de l'industrie pétrolière, avec une les premiers puits de pétrole dans le monde mis en place en 1861 par Robert Doms.

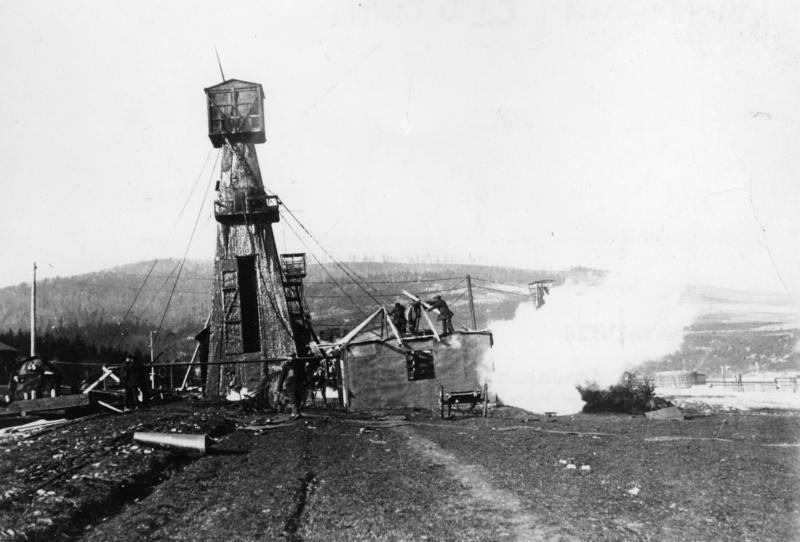
Puits de forage pétrolier à Boryslav en 1909

### XXesiècle
L'exploitation pétrolière se développe rapidement et en 1909, la production de pétrole atteint 1 920 000 tonnes, soit environ cinq pour cent de la production mondiale à l'époque. Le nombre de puits de pétrole augmente, passant de 4 000 en 1870 à plus de 12 000 trois ans plus tard. Le boom pétrolier attire des industriels de toute l'Autriche-Hongrie et des fortunes sont gagnées et perdues. La ville connaît alors une période de prospérité et sa population augmente grâce à l'arrivée de 10 000 nouveaux travailleurs dans la région. En 1886, une école du pétrole est ouverte à Borysław, l'une des premières du genre en Europe. En outre, l'ozokerite, une cire minérale naturelle, extraite à Borysław, est utilisée pour l'isolation du premier câble télégraphique transatlantique. Le 31 décembre 1872, une ligne de chemin de fer est mise en service entre Borysław et la ville voisine de Drohobycz, aujourd'hui Drohobytch, en Ukraine.
Après la Première Guerre mondiale et la guerre entre la Pologne et l'Ukraine (1918-1919), la région redevient polonaise. En 1920, l'école des mines est considérablement agrandie. La ville de Borysław est le centre polonais de l'exploitation pétrolière et l'une des plus importantes régions industrielles de Pologne. C'est la raison pour laquelle, le 26 juillet 1933, Borysław reçoit officiellement le statut de « ville ». Avec la ville voisine de Tustanowice, Boryslaw produit en 1925 environ 80 pour cent du pétrole polonais (812 000 tonnes). Boryslav est alors communément appelée le « Bakou polonais ».

### Seconde Guerre mondiale
Peu après l'attaque allemande de septembre 1939 contre la Pologne, la ville est annexée par l'Union soviétique, conformément au pacte germano-soviétique, et rattachée à la République socialiste soviétique d'Ukraine. Le 1er juillet 1941, la ville est occupée par l'armée allemande et la région est rattachée au Gouvernement général de Pologne. La population juive est victime des nazis : création de ghettos, assassinat de milliers de Juifs, déportation de milliers d'autres au centre d'extermination de Bełżec jusqu'à la liquidation des ghettos en 1943 ; les derniers Juifs, enfermés dans un camp de travail mis au profit de l'industrie pétrolière, sont déportés vers le camp de concentration de Płaszów au printemps 1944, avant la reprise de la ville par l'Armée rouge.

### Après-guerre
Après la guerre, la ville redevient soviétique. Depuis 1991, elle fait partie de l'Ukraine indépendante. Bien que les gisements de pétrole et de gaz soient presque épuisés, l'industrie pétrolière demeure la principale branche de l'industrie locale.

## Population
Recensements (*) ou estimations de la population :
| 1880   | 1931   | 1939   | 1959*  | 1970*  | 1979*  |
| ------ | ------ | ------ | ------ | ------ | ------ |
| 15 500 | 41 000 | 46 100 | 28 603 | 33 800 | 38 344 |

| 1989*  | 2001*  | 2010   | 2011   | 2012   | 2013   |
| ------ | ------ | ------ | ------ | ------ | ------ |
| 40 540 | 38 122 | 35 143 | 35 040 | 34 963 | 34 938 |

Au recensement de 2001, la population de Boryslav se répartissait comme suit :
- Ukrainiens : 96,1 %
- Russes : 2,6 %
- Polonais : 0,8 %
- Biélorusses : 0,3 %

## Transports
Boryslav se trouve à 115 km de Lviv par le chemin de fer et à 96 km par la route.

## Français nés à Boryslav
- Maurice Régamey (1924-2009), acteur, réalisateur et scénariste ;
- David Seifert (1896-1980), peintre et décorateur.